# Sangue Toureiro
Sangue Toureiro (dt.: „Stierkämpferblut“) ist ein Film des portugiesischen Regisseurs Augusto Fraga von 1958. Es war der erste Farbfilm des Portugiesischen Kinos.

## Handlung
Der Großgrundbesitzer und Viehzüchter Jerónimo de Vinhas möchte, dass sein Sohn Eduardo Reiter im Stierkampf wird. Dieser jedoch entzieht sich dem Vater und setzt sich mit der Fadosängerin Maria da Graça nach Lissabon ab. Als der Vater ihm weitere finanzielle Unterstützung versagt, wird Eduardo Stierkämpfer. Nach Bitten von Eduardos Mutter verlässt Maria da Graça ihn dann und nimmt ein Gastspielangebot im Ausland an, das ihr Ruhm einbringt. Eduardo wird derweil während eines Stierkampfes verletzt und von der ihn liebenden Isabel gesund gepflegt. Isabel verzeiht ihm seine unmoralische Vergangenheit. Sie heiraten daraufhin, und Eduardo widmet sich fortan der Verwaltung der väterlichen Güter.

## Rezeption
Der Film sollte dem in die Krise geratenen, in den 30er und 40er Jahren ausgesprochen erfolgreichen Unterhaltungsfilm einen neuen Erfolg bereiten. Jedoch blieb der Film mit seinem uninspirierten Drehbuch zu mittelmäßig, und der Erfolg an der Kinokasse blieb aus.
Das 1957 eingeführte staatliche Fernsehen der RTP hatte das Kino in der Gunst des autoritären Estado Novo-Regimes abgelöst. Der Filmproduzent Manuel Queiroz versuchte mit diesem Film dennoch frühere Erfolge des portugiesischen Kinos zu wiederholen. So war Sangue Toureiro der erste farbige Kinofilm in Portugal, zudem waren die Hauptrollen mit der beliebten Sängerin Amália Rodrigues und dem populären Stierkämpfer Diamantino Viseu besetzt, und die populären komischen Darsteller Raul Solnado und Fernanda Borsatti waren in Nebenrollen zu sehen.
Doch das Publikum hatte sich dem heimischen Kino bereits abgewandt, und die schwache Handlung des Films konnte nur wenig Menschen in die Lichtspieltheater locken, trotz prominenter Besetzung. Erst nach einigen Jahrzehnten und nostalgisch verklärt konnte der Film ein wenig Aufmerksamkeit erwecken, insbesondere für die am Rande des Films gezeigten, dokumentarischen Aufzeichnungen von Autorennen in Monsanto, der ursprüngliche Architektur des Flughafens Lissabon, und den heute verschwundenen, traditionellen Fähr- und Frachtbooten auf dem Tejo.
Sangue Toureiro wurde seit den 1990er Jahren mehrmals von portugiesischen Fernsehkanälen gezeigt, und von Lusomundo als VHS-Kaufkassette und später (2008) als DVD veröffentlicht.